# مجیدآباد (هوراند)
مجیدآباد یکی از روستاهای استان آذربایجان شرقی است که در دهستان دیکله بخش مرکزی شهرستان هوراند واقع شده‌است. این روستا ۳۴۱ نفر جمعیت دارد.